# Franz Ludwig Neher
Franz Ludwig Neher (gelegentlich auch Frank Ludwig Neher), (* 31. Oktober 1896 in Biberach an der Riß; † 29. Juli 1970 in Riederau/Ammersee) war ein deutscher Autor von Firmenschriften, Jugendbüchern und populärwissenschaftlichen Sachbüchern. Er veröffentlichte auch unter dem Pseudonym Peter Hilten.

## Leben
In seiner Jugend lebte Neher in St. Gallen, Nürtingen, Stuttgart, München, Lausanne und Zürich. Bei Ausbruch des Ersten Weltkriegs 1914 war er angehender Student an der Technischen Hochschule München. Er meldete sich als Kriegsfreiwilliger zur Bayerischen Armee und diente zunächst im 7. Feldartillerie-Regiment „Prinzregent Luitpold“. 1917 war er Flugschüler auf dem Flugplatz Schleißheim.
Nach dem Ersten Weltkrieg besuchte er wieder die Technische Hochschule in München und absolvierte 1922 ein Praktikum bei der holländischen Flugzeugfirma Fokker. Danach arbeitete er bis 1933 als Verkehrsflugzeugführer in Europa und Übersee. In einem Artikel zu Nehers 60. Geburtstag wird aufgeführt, Neher sei neben seiner Tätigkeit als Test- und Verkehrsflieger auch als Eisenbahningenieur, Rennbootfahrer, Seeoffizier und Handelsvertreter in mehreren europäischen, asiatischen und südamerikanischen Staaten sowie Nordafrika und den USA unterwegs gewesen.
1933 wurde Neher verhaftet und kam für 18 Monate ins KZ Dachau. Dort arbeitete er kurzzeitig in der Häftlingsbibliothek. Nach seiner Freilassung arbeitete er ab 1935 als freier Schriftsteller. Er veröffentlichte in der NS-Zeit mehrere Jugendbücher sowie populärwissenschaftliche Sachbücher. Ferner veröffentlichte Neher als Lohnautor insgesamt neun Propagandabiografien in der vom General der Flieger im Auftrag des Reichsmarschalls Hermann Göring herausgegebenen Groschenheftreihe Unsere Jagdflieger (Berlin 1943), Die im Landserstil gehaltenen Darstellungen lassen sich der Trivialliteratur zuordnen und zeigen den Vielschreiber Neher als „Nazi-Propagandisten“. Während des Zweiten Weltkriegs war Neher außerdem als Techniklehrer bei der Luftwaffe.
Nach Ende des Krieges gehörten einige seiner Bücher in Berlin und der Sowjetischen Besatzungszone zur „auszusondernden Literatur“, die aus Bibliotheken und Buchhandlungen entfernt werden sollte. In der Bundesrepublik war Neher weiter als Schriftsteller tätig. Ab Anfang der 1950er-Jahre beschäftigte er sich als Journalist und Autor auch mit dem Thema Raumfahrt. Von 1951 bis 1962 arbeitete er als Pressereferent der Gesellschaft für Weltraumforschung, in der er auch zeitweilig Vorstandsmitglied war. Neher war ferner Ghostwriter von Walter Dornbergers Memoiren V2 – der Schuß ins All (Esslingen 1952). Im Auftrag von Wernher von Braun versuchte er 1952 dessen Weltraumkonzept in Romanform zu popularisieren. Als Grundlage diente eine von Wernher von Braun selbst verfasste Erzählung über ein Mars-Projekt. Das Buch Menschen zwischen den Planeten erschien 1953 und wurde zwiespältig aufgenommen. Der Spiegel fand es langweilig, von der Literaturwissenschaftlerin Helga Abret wurden später dramaturgische und sprachliche Schwächen beklagt.
Überwiegend veröffentlichte er aber „volkstümliche“ Technikbücher, „wissenschaftlich“ aufgemachte Firmenschriften und Drehbücher für Fernseh-Dokumentationen. Besonders zahlreich erschienen als Auftragsarbeiten verfasste Jubiläumsschriften, in denen die NS-Zeit ganz übergangen oder nur kursorisch behandelt wurde. 1955 klassifizierte Der Spiegel diese Arbeiten Nehers als „Public Relations“ für die Großindustrie und führte ihn anhand eines von ihm verfassten Fernsehdrehbuchs als Beispiel für Schleichwerbung an. 1952 nahm er bei der Deutschen Bundesbahn eine Tätigkeit als Lokomotivführer auf Fernstrecken an, um ein wirklichkeitsgerechtes Buch über die Eisenbahn schreiben zu können. Als nach Einführung der allgemeinen Wehrpflicht 1956 Militär und Krieg wieder zulässige Themen von Jugendbüchern wurden, veröffentlichte auch Neher mit Der verschwiegene Kreuzer (Donauwörth 1958) ein neues Jugend-Kriegsbuch.
Neher war seit 1934 mit Maria Neher-Winter verheiratet, die unter dem Pseudonym F. Zinner-Biberach das NS-Propagandawerk Führer, Volk und Tat. Geschichte und Gestalt der Nation (München 1934) verfasst hatte.

## Werke (Auswahl)
- Röntgen: Roman eines Forschers. Braun & Schneider, München 1936.
- Einer fliegt! Ein Roman von Liebe, Frauen und Rekorden. Franckh, Stuttgart 1937, DNB 575212802.
- Das Wunder des Fliegens: Ein Buch vom Fliegen und von Flugzeugen. Pechstein, München 1937, DNB 361259522.
- Die Erfindung der Photographie. Franckh, Stuttgart 1938, DNB 575212837.
- Fliegen. Bruckmann, München 1939, DNB 575212845.
- Kupfer, Zinn, Aluminium. Goldmann, Leipzig 1940, DNB 575212861.
- Das Bild in Roxys Bar: Die Geschichte zweier Segler. Franckh, Stuttgart 1940, DNB 575212772.
- Die Apotheke zum Kleeblatt. Franckh, Stuttgart 1940, DNB 575212756.
- Eisen: Vom Steinwerkzeug zur Dampfmaschine. Franckh, Stuttgart 1941, DNB 575212829.
- Monsun: Trampschiff "Tom" Männer gegen die See. Franckh, Stuttgart 1949, DNB 453547125.
- Menschen zwischen den Planeten. Der Roman der Raumfahrt. Bechtle, Esslingen 1953, DNB 453547109.
- F 21: Ein Buch vom Dienst bei der Eisenbahn. Franckh, Stuttgart 1953, DNB 453547028.
- Achtung – Kurve! Von Autos, ihrer Geschichte, ihrem Bau und von den schnellsten Rennen. Franckh, Stuttgart 1956, DNB 453546943.
- Johannes Bürk: Ein schwäbischer Wegbereiter industrieller Fertigung. Württembergische Uhrenfabrik Bürk Söhne, Schwenningen 1956, DNB 575212799.
- Lebensadern der Technik: Eine nahtlose Geschichte. Franckh, Stuttgart 1958, DNB 453547095.
- Der verschwundene Kreuzer. Auer Cassianeum, Donauwörth 1958.
- Ein Jahrhundert Junghans. Uhrenfabriken Gebrüder Junghans, Schramberg 1961, DNB 453547060.